# هاوکینز (آریزونا)
هاوکینز (به انگلیسی: Hawkins) یک منطقهٔ مسکونی در ایالات متحده آمریکا است که در آریزونا واقع شده‌است. هاوکینز ۹۹۲ متر بالاتر از سطح دریا واقع شده‌است.